# ال‌جی شکلات پلاتینیوم
ال‌جی شکلات پلاتینیوم (به انگلیسی: LG Chocolate Platinum (KE800))، یک‌نمونه از گوشی‌های تلفن همراه سری اروپا جی‌اس‌ام (به انگلیسی: Europe GSM (KE)) شرکت ال‌جی الکترونیکس می‌باشد که توسط همین شرکت به بازار عرضه شده‌است. 